# Пытручей
Пытручей — деревня в Вытегорском районе Вологодской области.
Входит в состав Андомского сельского поселения, с точки зрения административно-территориального деления — в Андомский сельсовет.
Расположена на правом берегу реки Андома. Расстояние по автодороге до районного центра Вытегры — 33 км, до центра муниципального образования села Андомский Погост — 5 км. Ближайшие населённые пункты — Князево, Марино, Порог.

## Население
| 2010 |
| ---- |
| 0    |

## Известные уроженцы
В деревне Пытручей родился Николай Иванович Кузнецов — Герой Советского Союза, полный кавалер ордена Славы, участник Парада Победы.